# بنه‌اسماعیل
بنه‌اسماعیل، روستایی است از توابع بخش مرکزی شهرستان دیلم استان بوشهر ایران.

## جمعیت
این روستا در دهستان لیراوی شمالی قرار دارد و بر اساس سرشماری سال ۱۳۸۵ جمعیت آن ۴۵۸نفر (۹۹خانوار) می‌باشد.